# Norops megapholidotus
Norops megapholidotus är en ödleart som beskrevs av  Smith 1933. Norops megapholidotus ingår i släktet Norops och familjen Polychrotidae. IUCN kategoriserar arten globalt som livskraftig. Inga underarter finns listade i Catalogue of Life.